# ジョン・マイアング
ジョン・マイアング（John Ro Myung、1967年1月24日 - ）は、アメリカ合衆国のプログレッシブ・メタル・バンド、ドリーム・シアターのベーシストである。
また、同バンドのチャップマン・スティック奏者でもある。

## 経歴
イリノイ州シカゴの韓国系アメリカ人の家庭に生まれ、幼少期にニューヨーク・ロングアイランドに引っ越した。5歳から15歳までヴァイオリンを弾いていたが、友人にバンド加入を勧められベースを始める。ハイスクールを卒業した後は、バークリー音楽大学へと進学し、スクール時代からの友人であったジョン・ペトルーシ、大学で出会ったマイク・ポートノイ、バンド仲間であったケヴィン・ムーアとともにドリーム・シアターの前身となる「Majesty」を結成する。その後の活動はドリーム・シアターを参照のこと。
ドリーム・シアターでの活動が中心的であるが、プラティパス with ロッド・モーゲンスタイン、タイ・テイバー、ザ・ジェリー・ジャムなどのさまざまなプロジェクトに参加している。5thアルバム『メトロポリス・パート2: シーンズ・フロム・ア・メモリー』ワールドツアー終了後、東南アジア圏初のベースクリニック・ツアーを行なった。 

## プレイスタイル
フィンガー・ピッキング、タッピング奏法、Hi-C弦を活用した多彩なハーモニクス奏法。プレイスタイルに関してはヘヴィメタルの先逹よりもスタンリー・ジョーダン（Stanley Jordan）の影響が強いといわれる。
基本は3フィンガー・ピッキングで、ギターとの超高速ユニゾンからバラードまで広く弾きこなす。高速フレーズかつ複雑な運指、柔らかな音色からスラップ奏法に近いハードタッチまで、幅広いニュアンスをフィンガリングで紡ぎだす。ドリーム・シアターの9thアルバム『システマティック・ケイオス』では若干のピック奏法も使用している。
上記のような幅広いテクニックと安定したプレイを持ち味とし、楽曲のインストパートなどではリードのフレーズと完璧にユニゾンしたり要所要所で凝ったタッピング奏法を見せたりするものの、若干の見せ場のパートを除いては他のメタル系のテクニカルプレイヤーのように前に出ることはない。

## 機材
Majesty以降、バンド活動初期にはフェンダー、アーニーボール、スペクターなどの通常の4弦ベースを使用していたが、2枚目のスタジオ・アルバム『イメージズ・アンド・ワーズ』製作時を最後に多弦ベースへと移行。トバイアスの他現在は希少価値も高いタング（Tung Bass）の6弦モデルを複数所有、メインベースとして弾きこなし、WingBassシリーズの名が広く知られる機会となった。その後はヤマハとエンドース契約を結び、2種類の専用6弦モデルを使用した。9thアルバム『システマティック・ケイオス』より、ミュージックマンとエンドース契約を結び、現在は同社のBongoシリーズの6弦バージョンを使用している。エレクトリック・ベース以外に、12弦チャップマン・スティックも演奏することがあり、4thアルバム『フォーリング・イントゥ・インフィニティ』の中で使用しているほか、元シニック（Cynic）のベーシスト、ショーン・マローン (Sean Malone) のソロプロジェクトアルバム『GORDIAN KNOT』にゲストで参加している。
複雑な運指かつ高速プレイが多くかなりのハードピッキングに対応するため、ヤマハとの契約時期はベース本体の剛性、ポジション移動を素早く行うため各弦間を一般的な6弦ベースに比べて数ミリ狭めた仕様にするなどのこだわりを語っている。現在使用しているミュージックマン・ボンゴについても同様。
バンド初期は若干歪ませたドライブ感のあるサウンドであったが、時代と共にシンプル志向に転じた。曲によりコーラス、フェイザーの使用がみられる。クリーンサウンドとドライブサウンドをミックスし、ある程度コンプレッサーで整えるのが、現在の殆どのサウンドセッティングである（当バンドのサウンドエンジニアによる情報）。

## 人物
アグレッシヴなプレイとは相反する物静かな性格であり、寡黙かつポーカーフェイスである。
公の記録において喋っている姿がほとんど無い。特にメンバー全体でのインタビューで発言することは非常に稀である。自身の教則ビデオ『プログレッシヴ・ベース・コンセプト』にて解説諸々、喋っている姿がある意味で貴重な音源となっている。ただし、2016年の後半以降は、YouTubeなどの各種公式動画で喋る機会が少しずつ増えてきている。
ミュージシャンとして徹底した自己管理を行っている。早寝早起きし、取材広報などのサイドワークは午前中に行うため、上述の教則ビデオ収録は全て早朝と午前中にとの要望であった。そして午後～夕方を練習時間と決めている。
日本国内で行われたベースクリニックにおいて、日課練習はウォーミングアップだけで数時間使う、ライブ前の習慣で腕立て伏せを100回やっていると話している。
ベースの練習に多くの時間を費やし、学校の成績や長髪に関して父親と対立したこともある。
彼の名前の表記は、かつて日本国内は「ジョン・ミュング」と表記されることが多かったが、現在では本国アメリカ国内での発音と同様に「ジョン・マイアング」と表記されるようになっている。